# Hyposcada lerida
Hyposcada lerida är en fjärilsart som beskrevs av Kirby 1878. Hyposcada lerida ingår i släktet Hyposcada och familjen praktfjärilar. Inga underarter finns listade i Catalogue of Life.